# Suimanga de Seimund
El suimanga de Seimund (Anthreptes seimundi) és un ocell de la família dels nectarínids (Nectariniidae).

## Hàbitat i distribució
Viu a la vegetació secundària i clars de Sierra Leone, Libèria, Costa d’Ivori, Ghana, Togo, Nigèria, Camerun, l'illa de Bioko, el Gabon, República del Congo, sud-oest de la República Centreafricana, nord i est de la República Democràtica del Congo, Sudan del Sud, est d'Uganda, Ruanda, cap al sud al nord-oest d'Angola i sud-oest i centre de la República Democràtica del Congo.